# Peperomia caducifolia
Peperomia caducifolia är en pepparväxtart som beskrevs av William Trelease. Peperomia caducifolia ingår i släktet peperomior, och familjen pepparväxter. Inga underarter finns listade i Catalogue of Life.